# 5824-es mellékút (Magyarország)
Az 5824-es mellékút egy rövid, alig másfél kilométeres hosszúságú, négy számjegyű mellékút Baranya vármegye déli peremvidékén; a Kelet-Ormánságban fekvő Kemse község központját köti össze a déli országhatár közelében fekvő külterületi településrészeivel.

## Nyomvonala
Kemse lakott területétől pár száz méterre délnyugatra, de már külterületen ágazik ki az 5823-as útból, annak a 7+800-as kilométerszelvénye közelében, nagyjából dél-délkeleti irányban. Mindössze egyetlen számottevő iránytörése van, az első kilométere után, ahol is egy kicsivel nyugatabbnak fordul. Utolsó szakaszán Zehipuszta külterületi településrész elszórtan elhelyezkedő épületei, illetve maradványai mellett halad el, majd egy keleti irányú kanyart követően véget is ér, beletorkollva az 5821-es útba, annak a 11+100-as kilométerszelvénye közelében.
Teljes hossza, az országos közutak térképes nyilvántartását szolgáló kira.kozut.hu adatbázisa szerint 1,523 kilométer.

## Története
A Kartográfiai Vállalat 1990-ben megjelentetett Magyarország autóatlasza kiépített, portalanított útként tünteti fel.
A Google Utcakép 2021-ben elérhető felvételeinek tanúsága szerint hozzávetőlegesen egy keréknyomnyi szélességben épült csak ki, s a felvételek készítése idején 30 kilométeres sebességkorlátozás volt rajta érvényben. Bár az 5823-ason a leágazását a KRESZ-nek megfelelő zöld útjelző tábla jelezte, ezen az úton a felvételt készítő gépkocsi – a hazai négy számjegyű utak között viszonylag kis számú kivétel egyikeként – egyetlen méternyi út megtételét sem rögzítette.
A 2023 júliusában készült felvételek tanúsága szerint akkor már végighaladt a Google autója a mellékúton. E felvételekről az állapítható meg, hogy az útnak akkor nagyjából az északi fele, megközelítőleg 7-800 méteres szakasza volt egy keréknyomnyi szélességben leburkolva, ellenben az út délebbi fele ugyanezen időpontból burkolatlan földút képét mutatja.